# The Lotus Eater

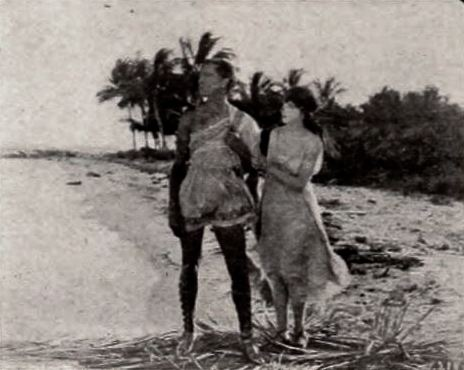
John Barrymore i Colleen Moore en un fotograma de la pel·lícula

The Lotus Eater és una pel·lícula muda dirigida per Marshall Neilan i protagonitzada per John Barrymore, Anna Q. Nilsson i Colleen Moore. Basada en el relat homònim de Albert Payson Terhune, es va estrenar el novembre de 1921. Es considera una pel·lícula perduda.

## Argument
Criat a bord d'un vaixell, Jacques Leroi no ha vist mai una dona en sa vida fins després de la mort del seu pare, un milionari excèntric que havia estat decebut per l'amor. Com a únic hereu, el testament estableix que romandrà a bord del vaixell fins als 25 anys. En el seu 25è aniversari arriba a Nova York per consultar el seu advocat i fa coneixença de la cerca-fortunes Madge Vance, que està sent cortejada per John Carson. Mentre es troba a la costa de Florida al seu iot amb la senyoreta Vance, Jacques fa que el capità els casi i després surten per fer un llarg creuer. En tornar a Nova York, Jacques descobreix que, segons el testament, no heretarà res fins als 30 anys si es casa massa de pressa. Llavors Madge el deixa.
Jacques, desconsolat, accepta intentar creuar l'oceà Pacífic en un globus dirigible que porta una nova forma patentada de gas. El dirigible no aconsegueix elevar-se per sobre dels corrents d'aire i es veu obligat a aterrar en una petita illa. Allà es troba amb els estranys ocupants de l'illa, persones que s'han salvat de diversos naufragis. Sota el lideratge de “el degà” ots porten roba d'estil grec, mengen als restaurants de manera gratuïta i ningú treballa. Allà, Jacques s'enamora de Mavis però confessa que està casat i ha de tornar als Estats Units. Els illencs li deixen un vaixell i aviat torna a Nova York per descobrir que Madge, creient-lo mort, s'ha casat amb John Carson. Jacques i John citen Madge per aclarir amb qui vol estar però reben la notícia que ella ha fugit amb un tercer home. Jacques, content, torna a l'illa i a la companyia de la bella Mavis.

## Repartiment
- John Barrymore (Jacques Leroi)
- Colleen Moore (Mavis)
- Anna Q. Nilsson (Madge Vance)
- Ida Waterman (Mrs. Hastings Vance)
- Frank Currier (el degà)
- Wesley Barry (Jocko)
- J. Barney Sherry (John Carson)
- Dorothy Mackaill (no apareix als crèdits)[5]